# Orsetta De Rossi
Orsetta de Rossi (Roma, 21 settembre 1963) è un'attrice italiana.

## Biografia
Orsetta de Rossi ha esordito sul piccolo schermo come attrice nel programma La TV delle ragazze in onda su Rai 3 tra il 1988 e il 1989. 
Ha poi lavorato come attrice in varie serie televisive e film cinematografici. Al cinema è stata diretta da vari registi. Tra questi Mimmo Calopresti in La seconda volta (film in concorso al Festival di Cannes 1996), Cristina Comencini in Matrimoni e Carlo Verdone in L'amore è eterno finché dura. Ha partecipato al progetto Ferite a morte di Serena Dandini, che ha portato in scena episodi ispirati da fatti reali legati a violenza sulle donne.
Nel 2002 appare nel film Ti voglio bene Eugenio, al fianco di Giuliana De Sio e Giancarlo Giannini.
È conosciuta anche come doppiatrice per aver doppiato attrici come Linda Hamilton, Rosalind Chao e Miranda Richardson.

## Filmografia

### Attrice

#### Cinema
- Caramelle da uno sconosciuto, regia di Franco Ferrini (1987)
- Delitti esemplari – cortometraggio (1988)
- Marco e Laura dieci anni fa (1989)
- Nulla ci può fermare (1989)
- Americano rosso, regia di Alessandro D'Alatri (1991)
- La primavera negli occhi (1994)
- Tutti i giorni si – cortometraggio (1994)
- L'amore dopo (1994)
- La seconda volta, regia di Mimmo Calopresti (1995)
- Parigi cambia (1995)
- Figurine (1997)
- Due volte nella vita, regia di Emanuela Giordano (1998)
- Matrimoni, regia di Cristina Comencini (1998)
- Ti voglio bene Eugenio, regia di Francisco Josè Fernandez (2002)
- L'amore è eterno finché dura, regia di Carlo Verdone (2004)
- Sexum superando - Isabella Morra, regia di Marta Bifano (2005)
- Ma chi l'avrebbe mai detto (2007)
- 20 sigarette, regia di Aureliano Amadei (2010)
- La vita è una cosa meravigliosa, regia di Carlo Vanzina (2010)
- Due uomini quattro donne e una mucca depressa (2012) voce fuori campo
- Sole a catinelle, regia di Gennaro Nunziante (2013)
- Ferite a morte (2014)
- I predatori (2020)
- Il giorno più bello, regia di Andrea Zalone (2022)

#### Televisione
- La piovra 6 - L'ultimo segreto, regia di Luigi Perelli – miniserie TV (1992)
- Linda, il brigadiere e.... – serie TV, 1 episodio (2000)
- Vento di Ponente – serie TV (2002)
- Decameron – programma TV (2007)
- Marameo, regia di Rolando Colla – film TV (2008)
- Crimini – serie TV, 1 episodio (2010)
- Distretto di Polizia – serie TV, episodio 10x08 (2010)
- Il commissario Manara – serie TV, 1 episodio (2011)
- Tutti pazzi per amore 3 – serie TV (2011)
- I Cesaroni 5 – serie TV (2012)
- Squadra antimafia 5 – serie TV, 4 episodi (2013)
- Fabrizio De André - Principe libero, regia di Luca Facchini – film TV (2018)
- Vivi e lascia vivere – serie TV (2020)

### Doppiatrice
- Kika - Un corpo in prestito, 1993
- Shadow Program - Programma segreto, 1997
- Al di là dei sogni, 1998
- Spider, 2002
- Ghost in the Shell, 2017

### Teatro
- Ferite a morte, regia di Serena Dandini (2012-2013)
- Amanti, testo e regia di Ivan Cotroneo (2023-)